# Gnidia caniflora
Gnidia caniflora är en tibastväxtart som beskrevs av Carl Daniel Friedrich Meisner. Gnidia caniflora ingår i släktet Gnidia och familjen tibastväxter. Inga underarter finns listade i Catalogue of Life.